# سد فرقوق

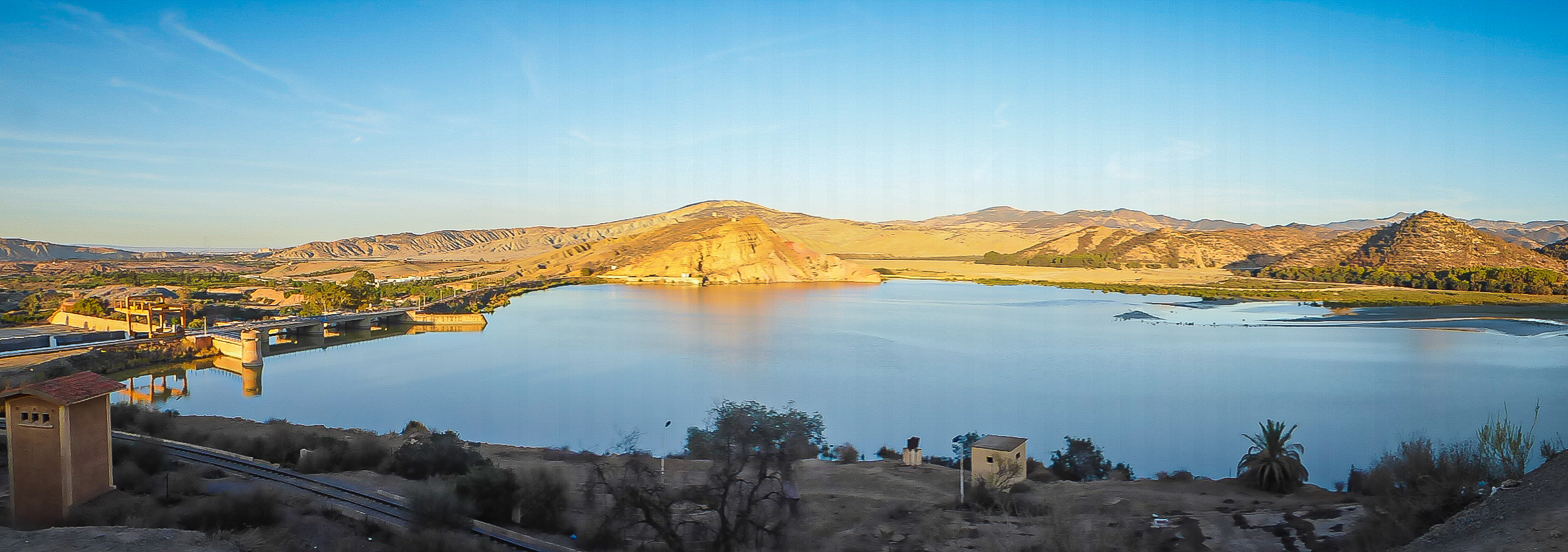
سد فرقوق

سد فرقوق هو خزان مائي يقع في ولاية معسكر في الجزائر ، ويقع شمال ولاية معسكر ، وعلى بعد 11 كم  جنوب مدينة المحمدية 

## التاريخ
يعود تاريخ بنائه إلى الوجود الفرنسي  بين 1865 و 1873 كانت تكلفته 2.400.000 فرنك في ذلك الوقت. أخذ اسم مدينة باريقو ( المحمدية حاليا).
يعتبر أكبر سد في الجزائر من أجل بنائه. لقد عانى العديد من الكوارث على مر السنين حيث إنهار ثلاث مرات
- الأول في 10 مارس 1872 ،
- الثاني في 15 ديسمبر 1881
- الثالث في 26 نوفمبر 1927

حاليا يعاني السد من الوحل و الطمي مما قلص قدرته الإستيعابية لدرجة كبيرة .

### موقع
يقع سد فرقوق على بعد 11 كيلومتر من مدينة المحمدية من وادي الحمام.

## انظر كذلك
- قائمة السدود في الجزائر
- قائمة الوديان في الجزائر

## مذكرات و مراجع
1. ↑  "L'Avenir de Guelma : organe indépendant radical socialiste paraissant le jeudi / directeur Charles Danan". Gallica (بالفرنسية). 12 Dec 1927. Archived from the original on 2019-01-30. Retrieved 2020-06-15.
2. ↑  texte, Oran (Département) Auteur du (1868). "Conseil général de la Province d'Oran ["puis" du Département d'Oran]. Rapport... et procès-verbaux des séances". Gallica (بالفرنسية). Archived from the original on 2020-06-16. Retrieved 2020-06-15.
3. ↑  "سيول فيضانات سد فرقوق تجتاح عدة مناطق بالمحمدية في معسكر". جزايرس. مؤرشف من الأصل في 2013-01-13. اطلع عليه بتاريخ 2020-06-17.